# Quận Orangeburg, South Carolina
Quận Orangeburg là một quận trong tiểu bang South Carolina.  Tại thời điểm năm 2000, quận có dân số 91.582 người.  Năm 2005, ước tính dân số quận là 92.167 người.  Quận lỵ đóng ở Orangeburg.6

## Địa lý
Theo Cục điều tra dân số Hoa Kỳ, quận có tổng diện tích 1,128 dặm Anh vuông (2.922 km²), trong đó, 1.106 dặm Anh vuông (2.865 km²) là diện tích đất và 22 dặm Anh vuông (57 km²) trong tổng diện tích (1.94%) là diện tích mặt nước.

### Các quận giáp ranh
- Quận Calhoun, Nam Carolina - Bắc
- Quận Clarendon, Nam Carolina - Đông bắc
- Quận Dorchester, Nam Carolina - Đông nam
- Quận Berkeley, Nam Carolina - Đông nam
- Quận Bamberg, Nam Carolina - Nam
- Quận Colleton, Nam Carolina - Nam
- Quận Aiken, Nam Carolina - Tây
- Quận Barnwell, Nam Carolina - Tây
- Quận Lexington, Nam Carolina - Tây bắc

## Thông tin nhân khẩu
Theo cuộc điều tra dân số2 tiến hành năm 2000, quận này có dân số 91.582 người, 34.118 hộ, và 23.882 gia đình sinh sống trong quận này. Mật độ dân số là 83 người trên mỗi dặm Anh vuông (32/km²). Đã có 39.304 đơn vị nhà ở với một mật độ bình quân là 36 trên mỗi dặm Anh vuông (14/km²).  Cơ cấu chủng tộc của dân cư sinh sống tại quận này gồm 37.17% người da trắng, 60.86% người da đen hoặc người Mỹ gốc Phi, 0.46% người thổ dân châu Mỹ, 0.43% người gốc châu Á, 0.02% người các đảo Thái Bình Dương, 0.36% từ các chủng tộc khác, và 0.70% từ hai hay nhiều chủng tộc.  0.96% dân số là người Hispanic hoặc người Latin thuộc bất cứ chủng tộc nào.
Có 34,118 hộ trong đó có 32.00% có con cái dưới tuổi 18 sống chung với họ, 45.10% là những cặp kết hôn sinh sống với nhau, 20.30% có một chủ hộ là nữ không có chồng sống cùng, và 30.00% là không gia đình. 26.00% trong tất cả các hộ gồm các cá nhân và 10.30% có người sinh sống một mình và có độ tuổi 65 tuổi hay già hơn.  Quy mô trung bình của hộ là 2.58 còn quy mô trung bình của gia đình là 3.11.
Cơ cấu độ tuổi dân cư quận này như sau 26.00% dưới độ tuổi 18, 11.90% từ 18 đến 24, 26.10% từ 25 đến 44, 22.80% từ 45 đến 64, và 13.20% người có độ tuổi 65 tuổi hay già hơn.  Độ tuổi trung bình là 35 tuổi. Cứ mỗi 100 nữ giới thì có 87.00 nam giới. Cứ mỗi 100 nữ giới có độ tuổi 18 và lớn hơn thì, có 81.60 nam giới.
Thu nhập bình quân của một hộ ở quận này là $29.567, và thu nhập bình quân của một gia đình ở quận này là $36.165. Nam giới có thu nhập bình quân $29.331 so với mức thu nhập $20.956 đối với nữ giới. Thu nhập bình quân đầu người của quận là $15.057. Khoảng 17.00% gia đình và 21.40% dân số sống dưới ngưỡng nghèo, bao gồm 27.20% những người có độ tuổi 18 và 22.30% là những người 65 tuổi hoặc già hơn.

## Các khu vực dân cư
- Bowman
- Branchville
- Brookdale
- Cope
- Cordova
- Elloree
- Eutawville
- Holly Hill
- Livingston
- Neeses
- North
- Norway
- Orangeburg
- Rowesville
- Santee
- Springfield
- Vance
- Wilkinson Heights
- Woodford